# شهرستان اوولسکی
شهرستان اوولسکی (به لاتین: Uvelsky District) یک شهرستان در روسیه است که در استان چلیابینسک واقع شده‌است.